# Wang (Bajorország)
Wang település Németországban, azon belül Bajorországban. Lakosainak száma 2551 fő (2023. december 31.). Wang Mauern, Moosburg, Haag in Oberbayern, Zolling, Nandlstadt és Gammelsdorf községekkel határos.

## Népesség
A település népessége az elmúlt években az alábbi módon változott:
| Lakosok száma | 407  | 595  | 950  | 1439 | 2447 | 2472 | 2576 | 2581 | 2541 | 2551 |
|               | 1875 | 1950 | 1975 | 1987 | 2012 | 2014 | 2016 | 2017 | 2021 | 2023 |